# Madhepura (Distrikt)
Der Distrikt Madhepura (Hindi मधेपुरा जिला, Urdu مدھے پورا ضلع) ist ein Distrikt im indischen Bundesstaat Bihar. Sitz der Verwaltung ist die Stadt Madhepura.

## Geographie
Der Distrikt liegt in der Schwemmebene des Ganges und seiner Nebenflüsse. Die südliche Distriktgrenze wird zum Teil vom Ganges gebildet. Hauptfluss ist der Kosi, der den Distrikt von Norden nach Süden durchfließt. Die Topographie ist durch die zahlreichen Überschwemmungen der Vergangenheit geprägt. Hauptsächlich bedingt durch die intensive landwirtschaftliche Nutzung sind die einst ausgedehnten Waldbestände weitgehend verschwunden. Nach Erhebungen des indischen Umweltministeriums 2019 waren knapp 3,0 % der Distriktfläche von Wald bedeckt (Durchschnitt Bihars: 7,8 %). Die angrenzenden Distrikte sind Supaul im Norden, Araria in einem kurzen Abschnitt im Nordosten, Purnia im Osten, Bhagalpur im Süden, Khagaria im Südwesten, sowie Saharsa im Westen.
Das Klima Madhepuras entspricht einem subtropischen Monsunklima mit deutlichen jahreszeitlichen Temperaturunterschieden. Es können drei Jahreszeiten unterschieden werden: der Sommer von April bis Mai, die Regenzeit des Südwestmonsuns von Juni bis September und der Winter von Oktober bis März. Die Maximaltemperatur im Sommer beträgt im Mittel etwa 36 °C und die Minimaltemperatur im Winter etwa 14 °C. Der durchschnittliche Jahresniederschlag liegt bei 813 mm mit erheblicher Variation zwischen den Jahren. Etwa 80 % des Niederschlags fallen während der Monsunzeit, während die restliche Jahreszeit relativ trocken ist.

## Geschichte
Bedingt durch die zahlreichen Überschwemmungen sind kaum historische Bauten von Bedeutung im Gebiet des Distrikts erhalten. Die Überflutungen führten in der Vergangenheit auch zu häufigen Katastrophen, wie Hungersnöten. Das Gebiet von Madhepura kam in den Jahren nach der Schlacht bei Buxar 1764 mit dem übrigen Bihar unter die Herrschaft der Britischen Ostindien-Kompanie. Am 3. Mai 1815 wurde es administrativ als Subdivision organisiert. Überschwemmungen führten dazu, dass der Verwaltungssitz in den Jahren 1935 bis 1938 temporär nach von Madhepura nach Supaul verlegt werden musste. Nach der Unabhängigkeit Indiens 1947 wurde Madhepura am 1. April 1954 eine Subdivision im neu eingerichteten Distrikt Saharsa und am 9. Mai 1981 als eigener Distrikt von Saharsa abgetrennt.

## Bevölkerung
Die Einwohnerzahl lag bei der Volkszählung 2011 bei 2.001.762. Die Bevölkerungswachstumsrate im Zeitraum von 2001 bis 2011 betrug 31,12 % und lag damit sehr hoch. Madhepura hatte ein Geschlechterverhältnis von 911 Frauen pro 1000 Männer und damit den in Indien häufigen Männerüberschuss. Der Distrikt wies eine Alphabetisierungsrate von 52,25 % im Jahr 2011 auf, eine Steigerung um knapp 16 Prozentpunkte gegenüber dem Jahr 2001. Die Alphabetisierung lag damit allerdings weiterhin deutlich unter dem Durchschnitt Bihars (61,8 %) und Indiens (74,0 %). Beim Zensus 2011 waren 88,6 % der Bevölkerung Hindus und 12,1 % Muslime.
4,4 % der Bevölkerung lebten 2011 in städtischen Siedlungen.

## Wirtschaft
Mit einem Pro-Kopf-Bruttoinlandsprodukt (BIP) von 8609 ₹ lag Madhepura 2010–11 auf dem drittletzten Platz der 38 Distrikte Bihars. Das mittlere Pro-Kopf-BIP in Bihar lag nach dieser Erhebung bei 14.574 ₹ und die höchsten Werte wurden in den Distrikten Patna (63.063 ₹), Munger (22.051 ₹) und Begusarai (17.587 ₹) erreicht. Etwa 70 % der arbeitenden Bevölkerung sind im Agrarsektor beschäftigt. Die Böden sind sehr fruchtbar und erlauben mehr als eine Ernte pro Jahr. Die hauptsächlich angebauten Feldfrüchte sind Weizen, Mais, Kichererbsen (Gram), Erbsen, Linsen (Masoor), Saat-Platterbsen (Khesari), Raps, Acker-Senf, Indisches Basilikum (Tulsi), Sonnenblumen, Färberdistel (?, Kusum), Paprika, Knoblauch und Zuckerrohr.